# Milecastle 52
Milecastle 52 (Bankshead) byla jedna z takzvaných mílových pevností, které Římané vybudovali v rozestupech jedné římské míle na Hadriánově valu (Limes Britannicus). Tato hradba se táhla napříč celou severní Anglií, jižně od skotských hranic.

## Popis
Mílová pevnost 52 se nachází na západ od pevnosti Birdoswald, leží 1484 m na západ od Mílové pevnosti 51 a 1520 m na východ od Mílové pevnosti 53. Na tomto místě stojí Bankshead House a zahrada, ze starověké stavby tam už není patrné nic.

## Archeologický výzkum
Mílovou pevnost 52 začali zkoumat v roce 1934. Protože na místě nejsou žádné stopy po dávných stavbách, až vykopávky ukázaly rozměry pevnosti: měřila 27,5 m ve směru východozápadním a 23,4 m ve směru severojižním. Její brány patřily k typu III. Původně na tomto místě stála pevnost 52TW, jejíž označení ukazuje na umístění ve valu z turfu, později ji nahradila odolnější stavba z kamene.
V roce 1808 zde byly objeveny dva oltáře místního božstva zvaného Cocidius. Jak ukazuje dochovaný nápis, jeden z oltářů tomuto bohu věnovali vojáci XX. legie Valeria Victrix v letech 262-266. Byl ze světlehnědého pískovce.
V roce 1862 zde byla nalezena prasklá deska se jménem Hadrianus.

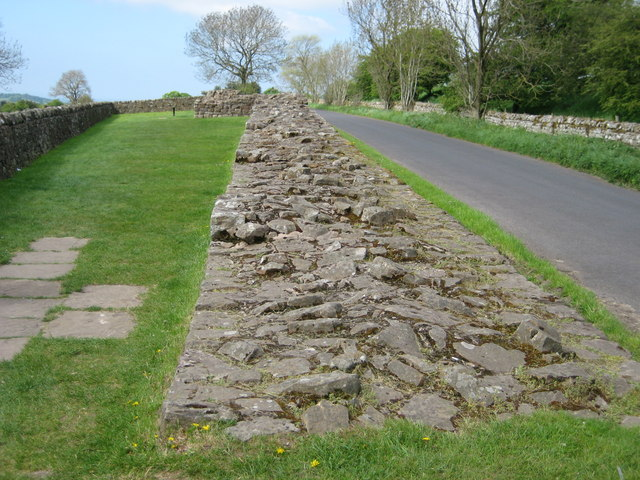
Turret 52A

## Strážní věže
Každá mílová pevnost Hadriánova valu měla dvě strážní věže. Ležely vždy přibližně jednu třetinu a dvě třetiny římské míle na západ od pevnosti a pravděpodobně v nich sloužila část pevnostní posádky. Věže spojené s Milecastle 52 nesou označení Turret 52A a Turret 52B.

### Turret 52A

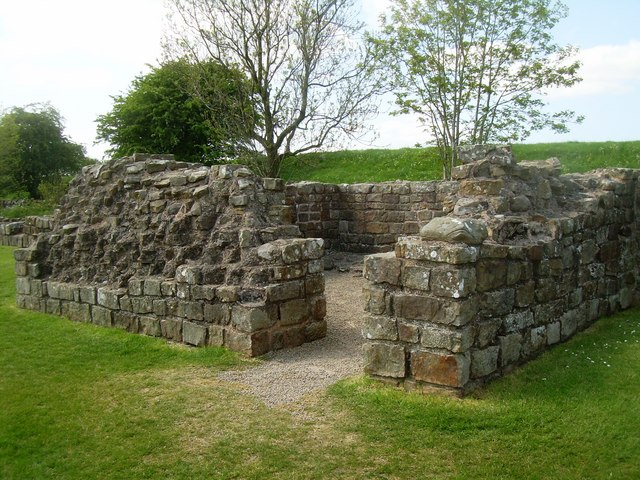
Turret 52A

Turret 52A (Banks East) se nachází u silnice východně od vesnice Banks. Výzkum v roce 1933 odkryl pozůstatky zbořeného turfového valu, který se dotýkal východní stěny věže. Ta byla používána od počátku 2. století až do konce 3. století.
Vstup do věže byl z jihovýchodní strany. Podél severozápadní zdi jsou stopy po dvou krbech a nízké lavici. Stěny byly zpevněny, obnoveny a zvedají se maximálně do výše 1,75 m.

### Turret 52B
Turret 52B se doposud nepodařilo najít. Její poloha se odhaduje podle Turret 52A a Milecastle 53. Pravděpodobně leží pod moderní silnicí.

## Signální věž Pike Hill

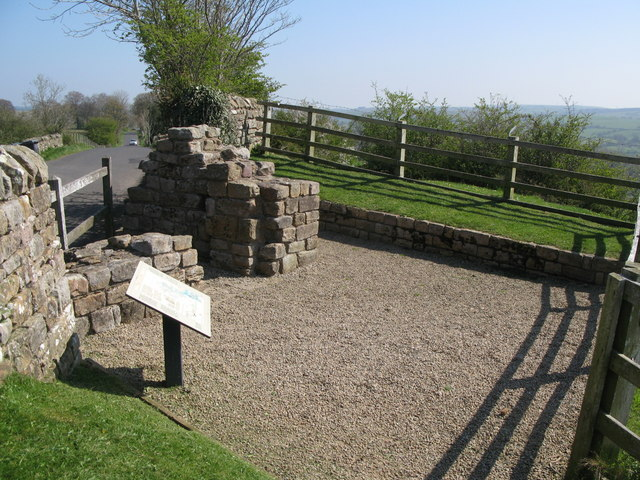
Signální věž Pike Hill

Signální věže měly za úkol hlásit pohyb nepřátel a přivolávat posily na místa, která se ocitla v ohrožení. Jejich posádky si předávaly zprávy pomocí ohně nebo dýmu.
Co ze signální věže Pike Hill zbylo, lze spatřit 170 m na východ od věže 52A. Její větší část byla zničena při výstavbě moderní silnice, ale na jih od této komunikace se zachoval zlomek jihovýchodní zdi signální věže, dlouhý 2 m a široký 0,8 m.
Pike Hill je jeden z mála římských staveb, které se zachovaly z doby před vybudováním Hadriánova valu. Nachází se na území hrabství Cumbria. Zdejší posádka posílala signály pevnostem postaveným při Stanegate. Stanegate byla silnice, které vedla z východu na západ (mezi Corbridge a Carlisle) jen o málo jižněji než pozdější Hadriánův val. Ze strážní věže Pike Hill je dodnes výtečný výhled do kraje, což byl právě ten důvod, proč ji postavili právě na tomto místě. K signální věži vedou schody.
Má hluboké základy, které svědčí o její značné původní výšce. Byla používána ještě ve 4. století.